# Pokrštenje Hrvata
Pokrštenje Hrvata bilo je, po svemu sudeći, postupan proces koji se zbivao u razdoblju od VII. do IX. stoljeća, o čemu svjedoče i različite i neusklađene vijesti bizantskoga cara i kroničara Konstantina Porfirogeneta iz X. stoljeća. Prvi je poticaj za pokrštenje Hrvata najvjerojatnije došao od romanskoga svećenstva u Dalmaciji, koje je slijedilo nastojanje Rima ili još vjerojatnije Ravenne – ili pak oba središta u različito doba – da obnovi crkvenu hijerarhiju u dalmatinskim gradovima u VII. i VIII. stoljeću, te nastojanje bizantske vlasti na pokrštavanju novih podložnih naroda. S obzirom na političke promjene koje su slijedile i prevlast Franačke nad Bizantom u tom dijelu Europe, franački misionari iz crkvenih središta Akvileje i Salzburga djelovali su među Hrvatima od kraja VIII. stoljeća, pretežito u sjeverozapadnim krajevima, a bizantski od druge polovice IX. stoljeća u krajevima južno od Cetine (Neretvani), u Bosni, Humu, Travunji i Duklji. U posljednjem su se razdoblju priključili i učenici slavenskih apostola Ćirila i Metoda koji su donijeli slavensko pismo (glagoljicu), jezik i bogoslužje.

## Poslanje opata Martina po kosti ilirskih mučenika
Prve pouzdane vijesti o prvim dodirima Hrvata s kršćanstvom nalaze se u papinskim izvorima. Papa Grgur Veliki (590. – 604.) zabilježio je i dolazak Hrvata. Godine 600. je pisao nadbiskupu Salone Maksimu da je »zbunjen izravnom opasnošću koja prijeti od slavenskih naroda, zato što je preko istarskoga prijelaza počeo ulaziti u Italiju«. Ti Slaveni vjerojatno su bili Hrvati koji su se potkraj VI. i početkom VII. stoljeća selili iz dotadašnjega boravišta u Bijeloj Hrvatskoj prema Jadranu. Prema Liber pontificalis papa Ivan IV. Dalmatinac (640. – 642.) poslao je opata Martina da u Istri i Dalmaciji otkupi zarobljene kršćane i kosti kršćanskih mučenika, koje su držali pogani. Nakon prolaska krajevima što su ih nedugo prije bili zaposjeli Hrvati, Martin se u Rim vratio s kostima ilirskih mučenika iz doba Dioklecijanovih progona. Posmrtne ostatke mučenika Anastazija (Staša), Dujma, Maura, Venancija i drugih, Ivan IV. dao je pohraniti u oratoriju uz krstionicu lateranske bazilike u Rimu, o čem svjedoči veliki mozaik s njihovim likovima, koji je dao podignuti njegov nasljednik Teodor I. (642. – 649.).

## Obnova crkvene vlasti u dalmatinskim gradovima
Vijest o pokrštenju Hrvata Toma Arhiđakon u kronici Historia Salonitana povezuje s djelatnošću prvoga splitskoga nadbiskupa Ivana Ravenjanina. Prema njemu, papa je Ravenjanina poslao u Split da izvidi stanje kršćana u Dalmaciji, a pošto je u Rimu podnio izvješće, papa ga je posvetio za splitskoga nadbiskupa. Toma opširno opisuje njegovo djelovanje: uredio je splitsku Crkvu i kler, prenio kosti sv. Dujma i Staša iz Solina u splitsku prvostolnicu, koju je uredio u Dioklecijanovu mauzoleju, obnavljao je crkve, postavljao biskupe, raspoređivao župe, preobraćao stanovništvo na kršćanstvo. Vjerodostojnost vijesti o Ravenjaninu u historiografiji je postupno postala ključni dokaz za datiranje i dinamiku pokrštenja Hrvata.
Stariji povjesničari nisu sumnjali u Ravenjaninovo postojanje, ali su ga smještali u drugu polovinu ili kraj VII. stoljeća (I. Lučić, D. Farlati). Francuski crkveni povjesničar L. Duchesne prvi je početkom XX. stoljeća iznio postavku o Ivanu kao legendarnoj osobi poistovjećenoj s papom Ivanom X., koji je prvi obnovio splitsku metropoliju (925. odnosno 928), a prije izbora za papu bio dugogodišnji nadbiskup u Ravenni. Nakon toga neki su, uglavnom crkveni, povjesničari (počevši od F. Bulića, J. Bervaldija i dr.), pobijajući Duchesneovu tezu, tvrdili da je Ravenjanin postojao, ali da je živio potkraj VIII. ili početkom IX. stoljeća, a drugi su sve do danas nijekali njegovo postojanje ili su se dvoumili između legende i potonje datacije, npr. izjednačujući ga s potonjim splitskim prelatima toga imena (od VIII. do X. stoljeća, sve do prvoga metropolita Ivana iz 925.). Glavni je dokaz za sumnju o vjerodostojnosti Tomina Ravenjanina kao prvoga splitskog nadbiskupa za povjesničare bila tvrdnja da nema dovoljno pisanih i drugih izvora za razdoblje od gotovo dva stoljeća prije pretpostavljenoga datuma razorenja Salone (614.) o splitskim nadbiskupima i o kršćanstvu na širem prostoru. Pronađene spomenike uglavnom se datiralo u potonje doba (sarkofag nadbiskupa Ivana), a druge su vijesti, uključujući i Tomine, odbacivane. Tako se nemogućim držao Tomin podatak o prijenosu kostiju mučenika Dujma i Staša, kada je opat Martin iste relikvije odnio u Rim (F. Šišić, G. Novak). Međutim, uvid (1962.) u grobnicu ilirskih mučenika u Lateranskoj bazilici u Rimu pokazao je da je ondje pohranjeno samo nekoliko kraćih kostiju, pa je vjerojatno i Ivan nešto prenio u Dioklecijanovu palaču.
Prema novijim izvorima, širemu povijesnom kontekstu i ponovnim čitanjem starih izvora neki najnoviji autori dokazuju da je Ivan Ravenjanin stvarno djelovao u drugoj polovini VII. stoljeća u Splitu i imao neke, barem neizravne, veze s početkom pokrštenja Hrvata. Nakon novih arheoloških nalaza i pronađenih spomenika pomaknuta je vjerojatna godina rušenja Salone na 626., utvrđeno je da je Veliki Sever, kojega spominje Toma kao organizatora povratka razbježalih Solinjana s otokâ u Dioklecijanovu palaču (tzv. cedulja Ivana Lučića), zaista postojao. U to se uklapa i pouzdana vijest o dolasku opata Martina (641.) u razdoblje između razorenja Salone i povratka njezinih stanovnika na obalu. Povratak Solinjana pod Severovim vodstvom, osnutak Splita i Ravenjaninovo djelovanje trebalo bi po novim izvorima smjestiti u 660-e, u doba povoljne političke i crkvene klime za pape Vitalijana (657. – 672.) i bizantskoga cara Konstansa II. (641. – 668.) i u doba kada je nadbiskupija u Ravenni carevim ediktom (666.) bila izuzeta iz papinske jurisdikcije (do 683.). Činjenica da je Ravenna tada bila crkveno središte toga dijela Carstva objašnjava povijesni kontekst obnove crkvene hijerarhije u Dalmaciji, a i Tomin naglasak na Ravenjaninu i njegovo nepoznavanje pape koji ga je poslao.
Svakako je nadbiskupu Ivanu bila prva zadaća preustroj Crkve u solinskih (splitskih) kršćana, ali su također bili mogući njegovi pokušaji misionarenja među Slavenima, u skladu s kršćanskom tradicijom, odjek koje bi se mogao prepoznati u pismima pape Agatona (678. – 681.). Taj je papa u poslanici upućenoj 680. nakon rimske sinode bizantskome caru Konstantinu IV. Pogonatu spomenuo biskupe koji su djelovali među novoobraćenim narodima: Langobardima, Slavenima, Francima, Galima, Gotima i Britancima. Pod Slavenima papa je mogao misliti samo na Hrvate, jer ni jedan drugi slavenski narod nije u to doba imao dodira s kršćanstvom. O Ivanovim nasljednicima na čelu splitske nadbiskupije nadbiskupski katalozi, Toma Arhiđakon i D. Farlati donose različite vijesti. Danas više izvora potvrđuje postojanje dvojice nadbiskupa iz VIII. stoljeća, Martina (oko 715. – 717.) i Ivana iz 787. Drugi pak upozoravaju na srodnost s prilikama u tadašnjim zapadnoeuropskim biskupijama, npr. J. Le Goff donosi više primjera o francuskim biskupskim stolicama koje su znale biti prazne i po nekoliko desetljeća ili čak stoljeća.

## Teorije pokrštenja: arijanska, dalmatinska i franačka
| Višeslavova krstionica |  | Višeslavova krstionica    |
| Višeslavova krstionica |  | Crkva svetog Križa u Ninu |

O samom pokrštenju Hrvata postoji malo izvora, arheoloških nalaza i starih kronika, a oni su prilično nejasni, nesigurni i nepotpuni. Budući da se arheolozi i povjesničari ne slažu o dataciji ili tumačenju tih izvora, razilaze se i u određivanju vremena pokrštenja, kao i mjesta pod čijim se utjecajem ono događalo. Između različitih tumačenja izvora mogu se izdvojiti tri teorije o pokrštenju Hrvata.
Prva je arijanska teorija ili teorija o pokatoličenju Hrvata, koja pretpostavlja, tragom zapisa Tome Arhiđakona, da su Hrvati došli u današnju domovinu već kao kršćani arijanci, a tek su u dodiru s pravovjernim kršćanima napustili tu doktrinu. Temelji se na Tominu poistovjećivanju Hrvata s arijanskim Gotima, a to je protivno većini izvora i dokumenata.
Druga je dalmatinska teorija o ranom pokrštenju Hrvata, po kojoj neki misle da su se Hrvati pokrstili uglavnom od druge polovice VII. stoljeća i u VIII. stoljeća (D. Farlati, I. Lučić, F. Rački, D. Gruber, M. Barada, S. K. Sakač, D. Mandić i dr.). Osim dokaza vezanih uz Ivana Ravenjanina, podataka Konstantina Porfirogeneta i papinskih izvora, tu teoriju potkrjepljuju i neki dalmatinski spomenici, barem po nekim datacijama (luk oltarne pregrade iz Kaštel Sućurca, Višeslavova krstionica, natpis crkvice Sv. Križa u Ninu i dr.).
Treća je franačka teorija o kasnom pokrštenju Hrvata, u kojoj većinom noviji povjesničari, odbacujući gotovo sve prijašnje dokaze, drže da se ono zbilo potkraj VIII. i u IX. stoljeća, tj. u doba franačke vladavine (F. Šišić, F. Bulić, Lj. Karaman, J. Šidak, N. Klaić i dr.). Što se tiče mjesta i utjecaja, jedni drže da su odlučujući utjecaj na pokrštenje Hrvata imali tradicija crkvene hijerarhije dalmatinskih gradova i poticaji iz Rima i Bizanta, a drugi smatraju da su na to odsudno utjecali franačka vlast i Akvilejski patrijarhat.

## Prihvaćeno: Pokrštenje Hrvata kao postupan proces
Po svemu sudeći, pokrštenje Hrvata bilo je postupan proces koji se zbivao u razdoblju od VII. do IX. stoljeća, o čem svjedoče i različite i neusklađene vijesti bizantskoga cara i kroničara Konstantina Porfirogeneta iz X. stoljeća Najvjerojatnije je prvi poticaj za pokrštenje Hrvata došao od romanskoga svećenstva u Dalmaciji, koje je slijedilo nastojanje Rima, ili još vjerojatnije Ravenne (ili jednog i drugoga središta u različito doba), da obnovi crkvenu hijerarhiju u dalmatinskim gradovima u VII. i VIII. stoljeću, te nastojanje bizantske vlasti na kristijanizaciji novih podložnih naroda. S obzirom na političke promjene koje su slijedile i prevlast Franačke nad Bizantom u tom dijelu Europe, franački misionari iz crkvenih središta Akvileje i Salzburga djelovali su među Hrvatima od kraja VIII. stoljeća, pretežito u sjeverozapadnim krajevima, a bizantski od druge polovine IX. stoljeća u krajevima južno od Cetine (Neretvani), u Bosni, Humu, Travunji i Duklji. U posljednjem su se razdoblju priključili i učenici slavenskih apostola Ćirila i Metoda koji su donijeli slavensko pismo (glagoljicu), jezik i bogoslužje. Neki povjesničari (S. K. Sakač) rano pokrštenje povezuju i s posebnim mirovnim ugovorom između pape Agatona (678. – 681.) i Hrvata o nenapadanju drugih naroda, o čem piše i Porfirogenet, ne navodeći ni ime pape ni doba. Drugi povjesničari (npr. F. Šišić) misle da je takav savez sklopljen puno kasnije, vjerojatno između kneza Branimira i pape Ivana VIII.
Sačuvana pisma pape Ivana VIII. (872.–882.) hrvatskim vladarima, međutim, pokazuju da je tada Hrvatska već posve kršćanska zemlja i da papa s njom uspostavlja uobičajen srednjovjekovni odnos duhovnoga i vjerskoga nadzora i ovisnosti. Tako papa najprije kori i opominje kneza Domagoja zbog njegove okrutnosti prema Mlečanima i zbog pogibije nekog urotnika, savjetujući mu da radije protjera političke protivnike iz zemlje kao što dolikuje kršćanskome vladaru. Zatim opominje kneza Zdeslava što se bio priklonio Bizantu. A kada je knez Branimir zatražio od pape Ivana priznanje i potporu nakon preuzimanja vlasti, ovaj se obratio njemu, nadbiskupu Teodoziju, drugim dalmatinskim biskupima, kleru i narodu, hrabreći ih da ostanu vjerni Svetoj Stolici. Naziva Branimira »dragim sinom« i blagoslivlja njega i njegov narod i zemlju. To isto ponovio je nakon Branimirova iskaza vjernosti poslanoga po izaslaniku. Bilo je to u ondašnjim diplomatskim odnosima svojevrsno međunarodno priznanje Hrvatske, a papa je time promicao Hrvatsku u neovisnu državu, uvodio i usmjeravao u civilizaciju zapadne Europe.
Sljedeći je korak bio konačno crkveno uređenje za vladavine kralja Tomislava (910. – 928.), kada je na splitskim sinodama (925. i 928.), kojima su predsjedali papinski izaslanici, bila uspostavljena metropolija u Splitu, a uređena su bila i različita vjerska i stegovna pitanja, nastojalo se potisnuti glagoljsku liturgiju i sl. Tada je bila uspostavljena također i papinska dominacija i jurisdikcija nad dalmatinskim crkvenim područjem, premda ona vjerojatno ni tada nije bila konačna, jer su se tragovi bizantskoga utjecaja osjećali još prilično dugo. Tako se npr. još 1050. splitski nadbiskup Dabral branio da ima ženu i djecu prema običaju istočne Crkve, ali je ipak bio svrgnut.

## Unutarnje poveznice
| - Rana povijest Hrvata - Podrijetlo Hrvata - Bijela Hrvatska - Dolazak Hrvata | - Srednjovjekovna Hrvatska - Panonska Hrvatska - Primorska Hrvatska - Crvena Hrvatska |

## Vanjske poveznice

### Sestrinski projekti
|  | Wikizvor ima izvorni tekst Povijest Hrvatske I. (R. Horvat)/Pokrštenje Hrvata |

### Mrežna mjesta
- Antun Ivandija - Pokrštenje Hrvata prema najnovijim znanstvenim rezultatima
- Neven Budak - Pokrštavanje Hrvata i neki problemi crkvene organizacije  Arhivirana inačica izvorne stranice od 29. siječnja 2015. (Wayback Machine)
- Trpimir Vedriš - Dominik Mandić i njegovo viđenje pokrštavanje Hrvata u svjetlu spisa 'Hrvati i Srbi – dva stara različita naroda'
- Tomislav Topčić: Pokrštenje Hrvata nije se odvijalo nasilnim nego polaganim i mirnim putem  Arhivirana inačica izvorne stranice od 18. studenoga 2016. (Wayback Machine) Slobodna Dalmacija, 17. studenoga 2015.
- Trpimir Vedriš: Pokrštenje i rana kristijanizacija Hrvata  Arhivirana inačica izvorne stranice od 9. svibnja 2016. (Wayback Machine) iz POVIJEST HRVATA I. Nova zraka u europskom svjetlu: Hrvatske zemlje u ranome srednjem vijeku  Arhivirana inačica izvorne stranice od 6. studenoga 2019. (Wayback Machine) Urednica sveska Zrinka Nikolić Jakus, Matica hrvatska, Zagreb, 2015. ISBN 978-953-150-942-8